# Gruta da Achada
A Gruta da Achada é uma gruta portuguesa localizada na freguesia das Fontinhas, concelho da Praia da Vitória, ilha Terceira, arquipélago dos Açores.
Esta cavidade apresenta uma geomorfologia de origem vulcânica em forma de tubo de lava, localizado em campo de lava. Apresenta um comprimento de 169.8 m. por uma altura máxima de 1.7 m. e por uma largura também máxima de 8.7 m.